# Tylecodon albiflorus
Tylecodon albiflorus ist eine Pflanzenart der Gattung Tylecodon in der Familie der Dickblattgewächse (Crassulaceae).

## Beschreibung
Tylecodon albiflorus wächst aus einer unterirdischen Knolle, welche einen Durchmesser von bis zu 3,5 cm erreicht, als wenig verzweigte sukkulente Pflanze und wird bis 6 cm hoch und bis 14 cm breit. Die aufrechten bis ausgebreiteten ein bis drei Triebe sind 1 bis 3 cm lang. Der Haupttrieb erreicht Durchmesser von bis zu 3 cm und ist mit einer gelblich braunen, sich abschälenden Rinde besetzt mit darunter liegendem grünlichem Gewebe. Die in apikalen Rosetten gedrängt stehenden ausgebreiteten bis zurückgebogenen Blätter sind elliptisch-spatelig bis verkehrt eiförmig und flach. Sie sind 3 bis 5,5 cm lang und 0,9 bis 2,2 cm breit, an der Basis keilförmig und auf der Oberseite gefurcht, an der Spitze stumpf und mit Drüsenhaaren besetzt.

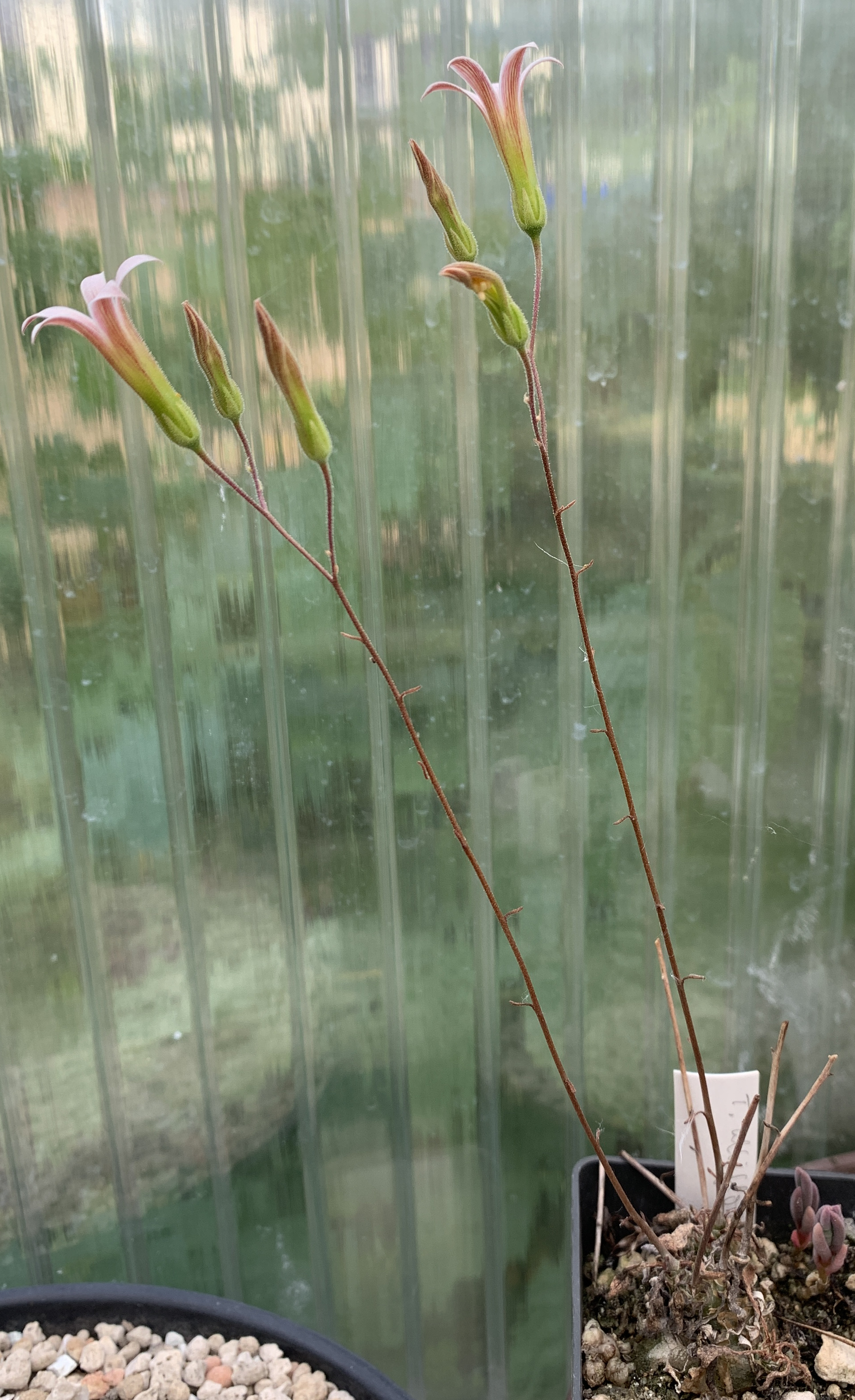
Pflanze in Kultur mit Blütenstand

Die Blütenstände bilden 13 bis 27 cm lange, aufrechte bis ausgebreitete Thyrsen mit 1 bis 3 Monochasien, die wiederum in 1 bis 3 aufrechten Einzelblüten enden. Der Stiel des Blütenstandes ist drüsig bis flaumig behaart und mit 5 mm langen, spateligen Brakteen besetzt. Der Blütenstiel ist etwa 12 mm lang. Die röhrige Blütenkrone ist 12 bis 15 mm lang und 4,5 mm breit. Sie ist grün gefärbt und außen drüsig bis flaumig behaart. Die Zipfel sind 10 mm lang und auf der Oberseite weiß gefärbt.

## Systematik und Verbreitung
Tylecodon albiflorus ist in der südafrikanischen Provinz Westkap im Renosterveld verbreitet. Die Erstbeschreibung erfolgte 1989 durch Peter Vincent Bruyns.